# 獎章
獎章或奖牌是一种拥有浮雕的金属製奖励品，一般用以奖励那些在运动、军事、科学、学术、艺术上或其他领域拥有特别成就及贡献者。

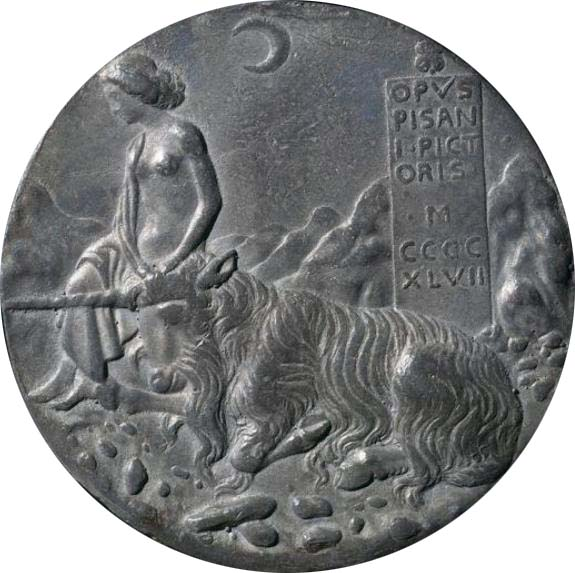
欧洲文艺复兴时期北意大利曼托瓦统治者貢扎加家族颁赠予政治盟友的奖章，由安东尼奥·皮萨奈罗于1447年设计

## 种类

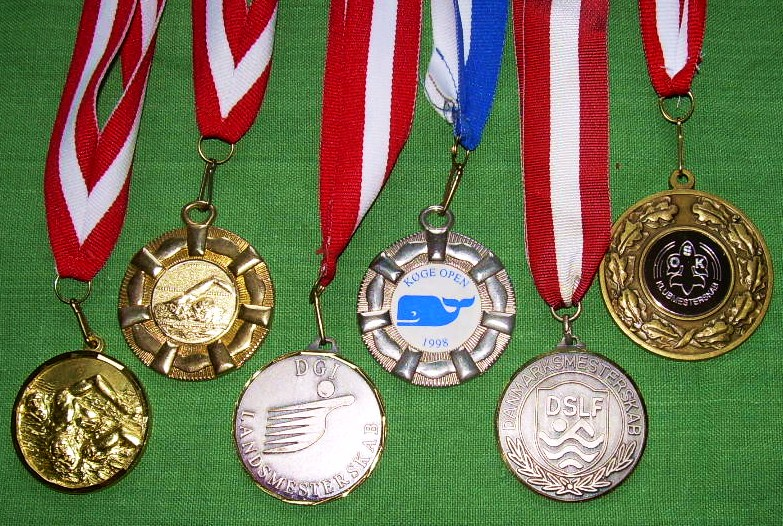
各种奖牌

在许多非军事项目，如一般的体育比賽，會頒發獎牌分別為金牌、銀牌和銅牌。
第一名頒發金牌；
第二名頒發銀牌；
第三名頒發銅牌。

## 历史

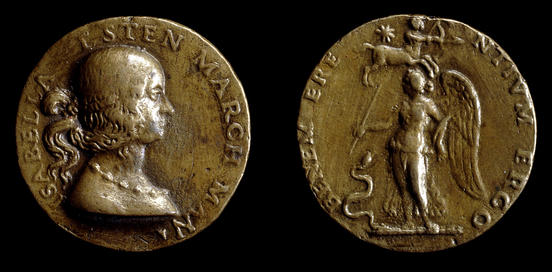
青铜奖章，由伊莎贝拉·德·埃斯特公主和文艺复兴人文主义者的赞助人分发作为礼物。

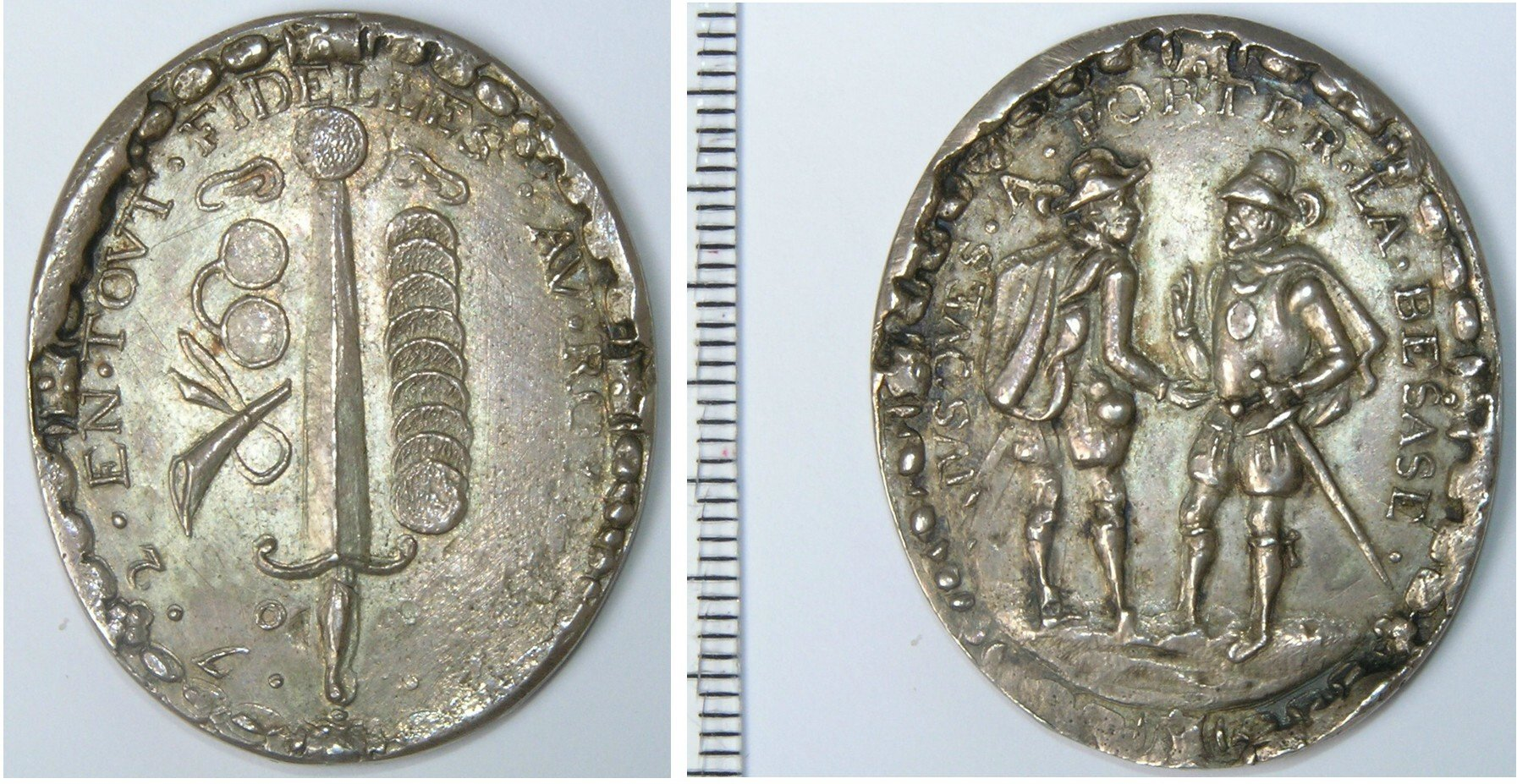
银质盖乌森奖章，纪念1572年由海上乞丐夺取布里勒；这是商业生产的

据历史学家约瑟夫斯记载，已知的第一次颁发奖章的事例发生在公元前二世纪。他写道，大祭司乔纳森率领希伯来人帮助亚历山大·巴拉斯，作为回报，亚历山大“…送给乔纳森... 荣誉奖品，如金扣，这通常是国王亲属的专用奖品。” 罗马皇帝既使用军事奖章，也使用类似非常大金币的政治奖章，通常是金银制成，并像硬币一样冲压而成。 这些奖章和真正的金币通常被作为珠宝镶嵌，由男女佩戴。
薄金质奖章是一种薄金奖章，通常背面是空白的，在所谓的“黑暗时代”或迁徙时期的北欧地区被发现。它们通常带有悬挂环，显然是作为珠宝佩戴在链子上的。它们在一定程度上模仿了罗马帝国的硬币和奖章，但刻有神像、动物或其他图案。 利乌德哈德奖章大约在公元600年在盎格鲁-撒克逊英格兰制作，是已知唯一的一枚基督教奖章，来自一个单一的复制品，上面刻有利乌德哈德（或“圣莱塔德”）的名字，他是盎格鲁-撒克逊人的第一位牧师，这枚奖章很可能是赠送给皈依者的。现存的例子是作为珠宝佩戴的。
在欧洲，从中世纪晚期开始，君主、贵族，后来还有知识分子开始定制奖章，仅作为礼物赠送给他们的政治盟友，以维持或获得有影响力的人的支持。奖章由各种金属制成，如金、镀金银、银、青铜和铅，具体取决于接受者的身份地位。它们通常直径约为三英寸，正面通常刻有捐赠者的头像，周围环绕着他们的名字和头衔的铭文，反面则刻有他们的徽章，边缘刻有一条学习格言。这类奖章通常并不是为了佩戴而设计的，尽管它们可能被设置为链上的吊坠。从16世纪起，奖章不仅由统治者用于颁发，也由私人企业为销售而制作，以纪念特定事件，包括军事战役和胜利，进而发展出专门颁发给参战者的军事奖章的做法，尽管最初只有少数高级军官才获得这些奖章。

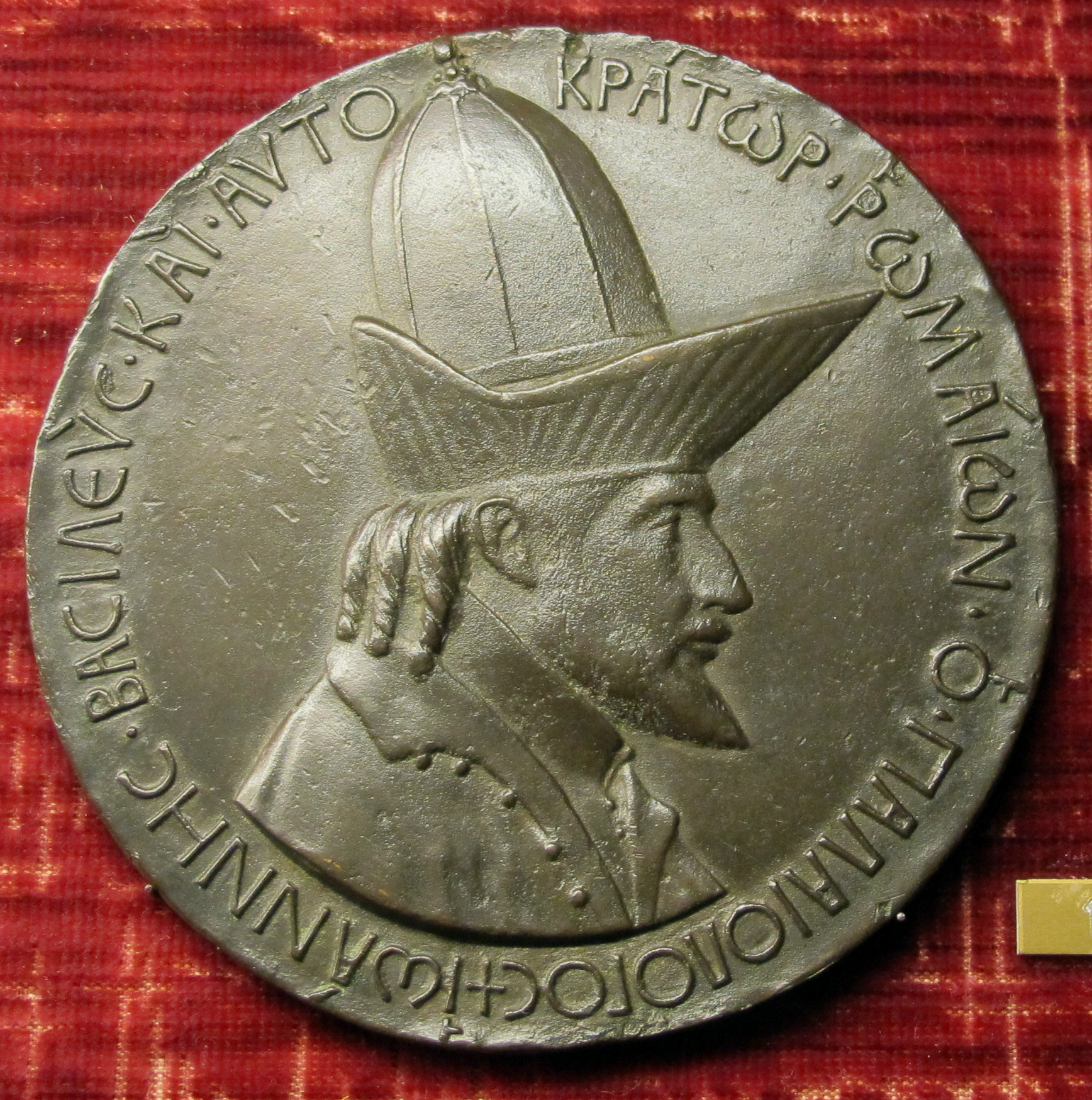
约翰八世帕里奥洛格斯皇帝奖章，由皮萨内罗在他访问佛罗伦萨期间制作（1438年）。铭文用希腊文写着：“罗马人的皇帝和独裁者约翰帕里奥洛格斯。”

中世纪复兴似乎始于1400年左右，奢华的法国王子让，贝里公爵委托制作了一些大型的古典主义奖章，这些奖章可能只制作了极少量，甚至只有一个独特的铸件。虽然原作的贵金属奖章已不复存在，但只有青铜铸件保存了下来，至少有些奖章还镶嵌了宝石，可能被佩戴在链子上。 在同一时期，已知的第一枚后古典纪念胜利的奖章是为弗朗切斯科·卡拉拉 (诺维洛)在1390年攻占帕多瓦时铸造的。意大利艺术家皮萨内罗，被公认为文艺复兴时期最优秀的奖章雕刻家，于1438年开始制作奖章，庆祝拜占庭皇帝 约翰八世帕里奥洛格斯前所未有的访问意大利。这大概是一项商业冒险，但他后来的奖章主要是由统治者或贵族委托制作，以礼品的形式分发出去。像几乎所有早期的文艺复兴奖章一样，它是铸造而非冲压的。每次铸造时，奖章的尺寸都会略有缩小，产量可能并不大。通常会使用铅制“样品”来验证。奖章与古典复兴的关联开始采取一种略有不同的形式，奖章的交换与文艺复兴人文主义联系在一起。王子们会将奖章赠送给人文主义作家和学者，以表彰他们的工作，而人文主义者们则开始制作自己的奖章，通常是青铜制成的，用来送给他们的赞助人和同行。 这种时尚仅限于意大利，直到15世纪末期才传播到其他国家。到了16世纪，统治者或城市越来越多地制作奖章以进行宣传。  1550年，德国奥格斯堡引入了一种使用钢制模具的冲压机，这一工艺很快成为标准。艺术家现在雕刻了一个凹雕模具，而不是用浮雕建模。
到16世纪时，佩戴较小的奖章在男女之间成为一种持久的时尚。为了这一目的，商业上生产了各种奖章，用于纪念人物或事件，或者仅仅是表达一般适当的情感。德国艺术家从16世纪初开始就制作高质量的奖章，而法国和英国则较慢地生产精美的作品。然而，到17世纪末，西欧的大部分地区都能够制作出精美的奖章。一些奖章也被收藏，这种收藏传统一直延续到今天。官方奖章，也就是专门的军事奖章的前身，越来越多地被生产出来，但军事奖章的真正增长直到19世纪才出现。
在东方，自18世纪以来，奥斯曼帝国授予了种类繁多的奖章和勋章。
在天主教国家，宗教奖章变得非常流行。其中最著名的是奇迹奖章，其设计基于圣母玛利亚在巴黎显现给圣凯瑟琳·拉布雷的事件。1832年，在一次流行病期间，首次分发了这些奖章，许多治愈和皈依事件都被归功于它们，因此得名奇迹奖章，并分发给全球数百万人。
在宗教改革期间，也有一种充满活力的新教奖章传统，这些奖章比宗教奖章更具争论性，这一传统在荷兰独立战争期间生产的盖乌森奖章中得以延续。